# Bathyphantes keeni
Bathyphantes keeni – gatunek pająka z rodziny osnuwikowatych.

## Występowanie
Gatunek występuje w Kanadzie, Alasce i północno-wschodnich Stanach Zjednoczonych.